# Église Saint-Pierre de Palavas-les-Flots
Pour les articles homonymes, voir Église Saint-Pierre.
L’église Saint-Pierre de Palavas-les-Flots, située en centre-ville, sur la rive gauche du canal, a été construite en 1896 grâce à une souscription, pour remplacer l'ancienne église du village constituée de planches, devenue trop étroite à mesure que la station balnéaire grandissait.
Cette église est le second monument le plus ancien de Palavas-les-Flots, après la Redoute de Ballestras.

## Localisation
L'église se situe à proximité de la partie piétonne du centre de Palavas, sur la rive gauche du Lez canalisé, non loin du Phare de la Méditerranée, ancien château d'eau de la ville et transformé en tour d'observation. L'église est en partie entourée par un petit parc public, le jardin Saint-Pierre.

## Origine de la paroisse Saint-Pierre
En 1841, Palavas est encore un petit bourg où vivent quelque trois cents pêcheurs dans des cabanes couvertes de chaumes : les cabanes de Balestras et elle n'est pas encore une commune. Une souscription est ouverte pour construire une église dans le village, à laquelle participent l'évêque, le préfet et de nombreux Montpelliérains. Fin octobre 1841 l'église de planches, à la manière des maisons des pêcheurs est terminée. Sa construction aura duré trois mois. Le dimanche 31 octobre eut lieu la bénédiction de l'église. Le 3 novembre 1841 l'évêque arriva aux cabanes pour y donner le sacrement de confirmation, le préfet s'était joint à lui. Ils arrivèrent ensemble. 70 personnes reçoivent le sacrement de confirmation. L'église naissait à Palavas.
Cinquante ans plus tard, le nombre de fidèles est tel que l'abbé Pierre Laporte écrit à l'évêque de Montpellier, le cardinal Anatole de Cabrières, pour demander la construction d'une église en pierre au même endroit que l'église de planches. « Que cette église, Monseigneur, soit un phare lumineux, un abri, un asile tutélaire pour mes chers paroissiens, pour les chrétiens nombreux qui viendront chercher à Palavas le délassement, la fraîcheur, la santé. »
En janvier 1893, le comité de construction de l'église paroissiale adressait cette lettre aux amis de Palavas : « L'église de Palavas, construite pauvrement, il y a 50 ans, pour une population de deux cents âmes, est devenue insuffisante pour cette intéressante petite ville de pêcheurs, composée d'un millier d'habitants en hiver et de trois ou quatre mille baigneurs à la belle saison. Tandis que de splendides hôtels et de magnifiques chalets se sont dressés sur notre belle plage, la maison de Dieu est restée misérable, étouffée et étroite. Un comité a pris l'initiative de donner au Seigneur une demeure moins indigne de lui. Nous comptons sur votre charité. »
L'église sera inaugurée par le cardinal Anatole de Cabrières , évêque de Montpellier, le 26 mars 1896.

## Architecture

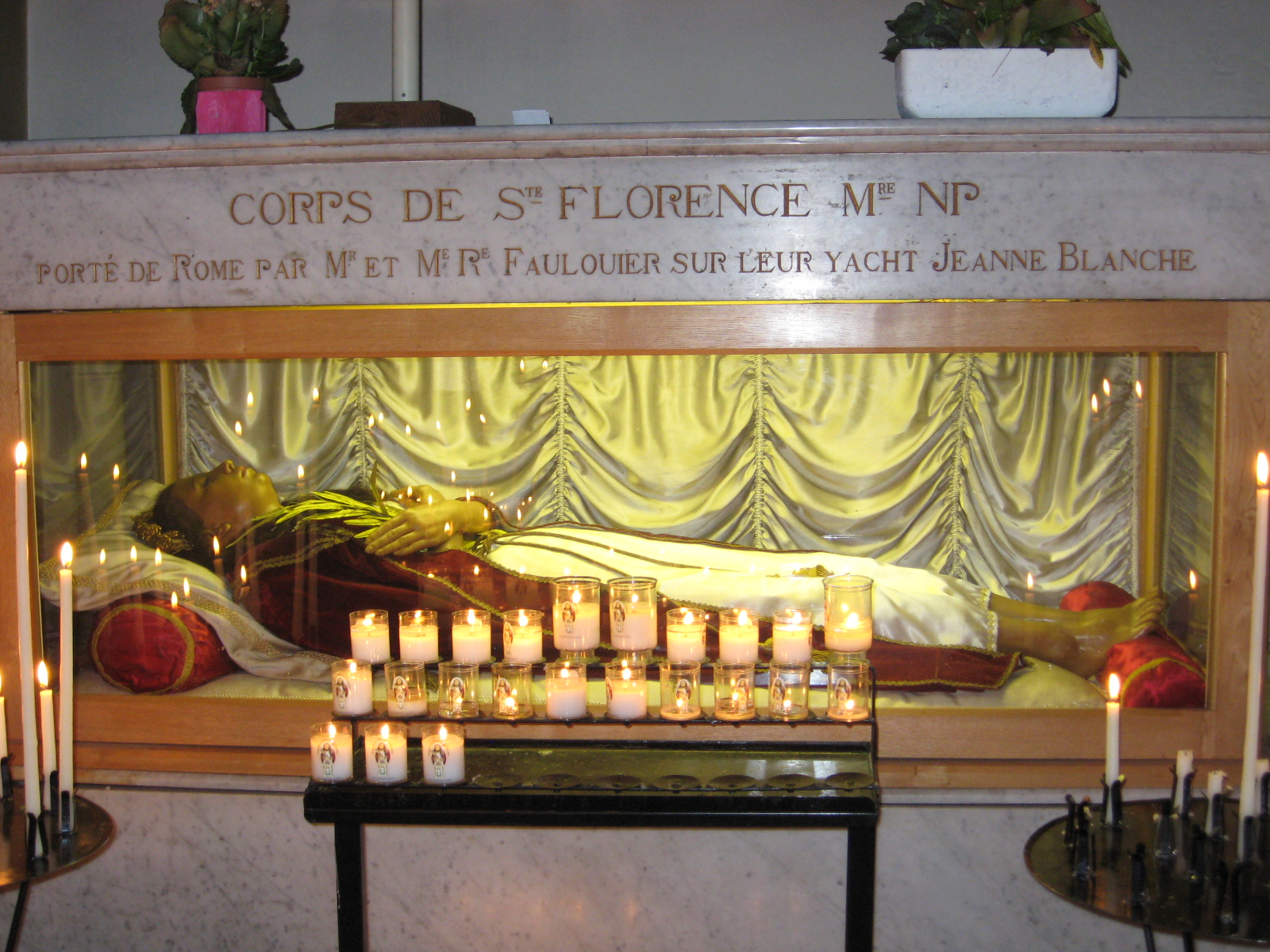
Châsse et reliquaire de sainte Florence

Bâtiment simple, de style néo-roman, l'église Saint-Pierre ne possède qu'une unique nef avec une simple tribune dans le fond. Sa décoration est très sobre.
De récents travaux de prolongement de l’abside ont entraîné l'agrandissement de la sacristie sur environ quarante mètres carrés, pour ainsi créer une chapelle en demi-lune, sous le vitrail du chœur.

## Reliques
L'église héberge les cendres de la martyre sainte Florence, chrétienne martyrisée à Agde, durant la persécution de l'empereur Dioclétien, au début du IVe siècle. Les visiteurs peuvent découvrir le gisant de la sainte qui est une reproduction de cire polychrome.